# Gimpel (Art)
Der Gimpel (Pyrrhula pyrrhula), auch Dompfaff oder seltener Blutfink genannt, ist eine Vogelart aus der Familie der Finken (Fringillidae). Er besiedelt Europa, Vorderasien, Ostasien einschließlich Kamtschatka und Japan sowie Sibirien. Der Gimpel lebt überwiegend in Fichten-Schonungen, aber auch in lichten Mischwäldern mit wenig Nadelbäumen oder Unterholz. Seine Nahrung setzt sich aus halbreifen und reifen Samen von Wildkräutern und Knospen zusammen. Die Art gilt derzeit als nicht gefährdet.
Früher stellte der Gimpel ein Symbol für Tölpelhaftigkeit, Ungeschicklichkeit und Dummheit dar. Er ist häufig als schmückendes Hintergrundmotiv auf alten Darstellungen des Garten Eden zu finden.

## Beschreibung

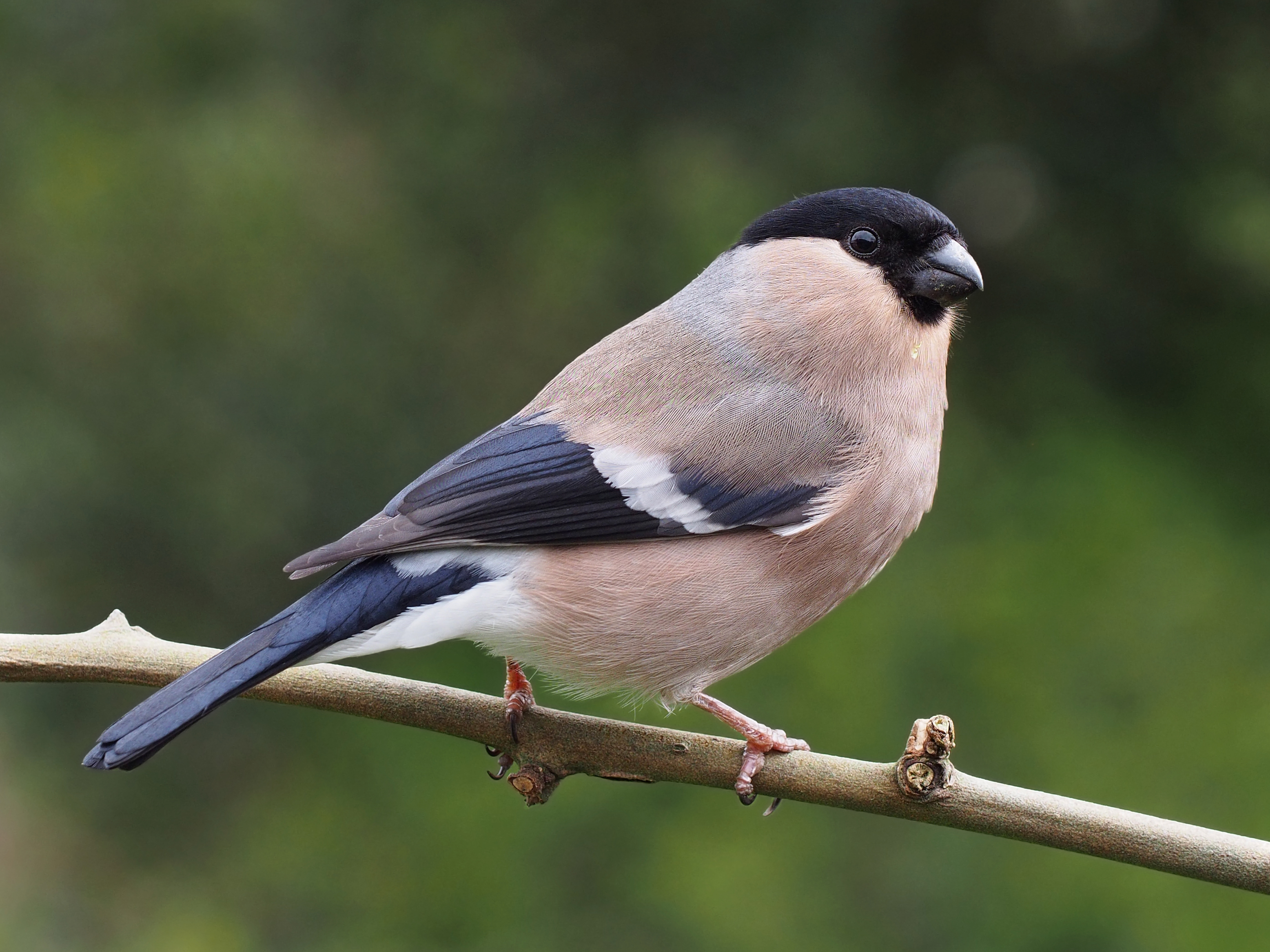
Gimpelweibchen

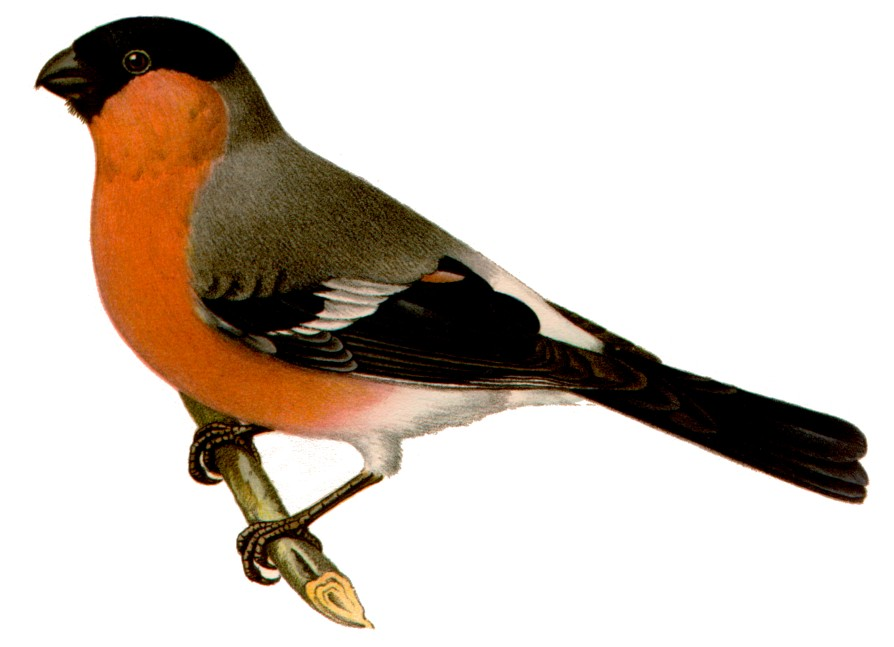
Gimpel (Pyrrhula pyrrhula), Männchen, Illustration von Magnus von Wright (um 1830)

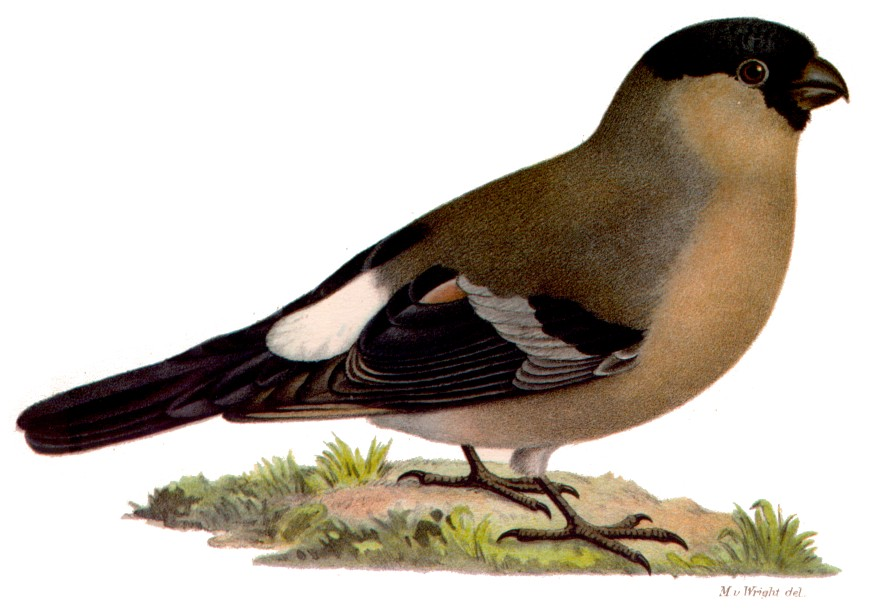
Gimpel (Pyrrhula pyrrhula), Weibchen, Illustration von Magnus von Wright (um 1830)

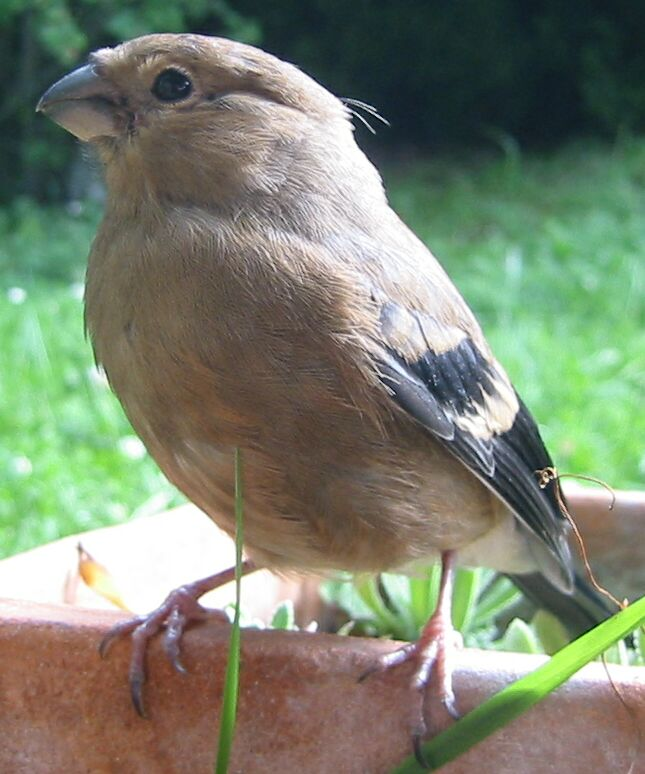
Jungvogel des Gimpel. Auffallend sind der helle Kopf und die geschlechtsunabhängige, vorrangig braune Färbung

Der Gimpel ist wie alle Vertreter der Gattung von gedrungener Gestalt mit kurzem Hals und dünnen Füßen. Kennzeichnend sind eine schwarze Kopfplatte, ein schwarzes Kinn und ein dicker, schwarzer Kegelschnabel. Die schwarzen Flügel weisen eine weiße Binde auf. Der Bürzel ist weiß, der Schwanz schwarz. Die Augen sind tiefbraun. Gimpel haben eine Körperlänge von etwa 15 bis 19 Zentimetern. Die Flügelspannweite beträgt 22 bis 26 Zentimeter und das Körpergewicht liegt meist bei etwa 26 Gramm.
Der Gimpel weist einen deutlichen Geschlechtsdimorphismus auf. Das Männchen trägt einen blaugrauen Rücken. Flügelbinden, Unterbauch, Unterschwanz und Bürzel sind weiß, Wangen, Brust, Flanken und Oberbauch leuchtend rosenrot. Die Füße sind schwarzbraun. Das Weibchen hat einen bräunlichgrauen Rücken. Brust, Flanken und Unterseite haben eine helle graubraune Färbung mit einem ganz leichten Stich ins Rötliche. Die Füße sind schwärzlich.
Die Jungvögel weisen ein bräunlicheres Kleingefieder als die ähnlichen Weibchen auf. Der Schnabel ist ohne Schwarz. Der Kopf ist hell, wird bei der Jugendmauser nach sechs bis acht Wochen jedoch langsam schwarz. Beim Ausfliegen weisen junge Männchen auf der Brust einen leicht rötlichen Anflug auf. Geschlüpfte Nestlinge sind durch lange, graue Daunen auf Kopf und Rücken gekennzeichnet. Der rosafarbene Rachen ist links und rechts mit einem purpurgrauen Fleck versehen. Die Schnabelwülste sind gelb. Sowohl die Jugendmauser (eine Teilmauser) als auch die Brutmauser der Altvögel, eine Vollmauser, finden in Mitteleuropa in der Zeit von August bis Oktober statt. Die Vollmauser dauert etwa 80 bis 85 Tage.
Der Gimpel ist in Bezug auf sein Spermium einzigartig unter den Sperlingsvögeln (Passeriformes). Während dieses gewöhnlich spitz und spiralförmig ist, zeichnet es sich bei diesem Vogel durch einen runden Kopf und ein stumpfes Akrosom aus. Weiterhin sind die Hoden in Bezug auf die Körpergröße des Gimpels sehr klein, was durch einen mangelnden Wettbewerb unter den Spermien begründet wird.

### Stimme und Gesang
Der Stimmfühlungsruf des Gimpels äußert sich in einem leisen „bit-bit“. Der Lockruf wird durch ein weiches „djü“ oder „diü“ ausgedrückt. Er ist hauptsächlich außerhalb der Brutzeit häufig und relativ weit zu hören, besonders von Schwärmen im Herbst und Winter. In der Brutzeit dient er der Verständigung mit dem Partner und als Erkennungszeichen. Bei Erregung geben Gimpel ein „dü-dü“ von sich, während sie aus Angst ein „chrüääh“ hören lassen. Der Aggressionsruf besteht aus Wiederholungen eines lauten „chier-chier“. Im Winter in Mitteleuropa einfliegende nordische Gimpel der Unterart P. p. pyrrhula lassen sich deutlich am Ruf von den hier brütenden Vögeln der Unterart P. p. europaea unterscheiden: Statt des weichen
„djü“ erklingt ein „dööd“, welches stark an die doppelläufigen Spielzeugtröten aus Plastik erinnert. Dieser markante Ruf hat der optisch nur schwer unterscheidbaren nordeuropäischen Unterart den Beinamen „Trompetergimpel“ eingebracht.
Der Ruf der Jungvögel stellt ein leises „di-di-di“ dar. Ab dem fünften Tag verändern sich diese Laute zu einem „dsrieh-dsrieh“, aus dem sich allmählich der Bettelruf herausbildet, der wie ein lautes, gedehntes „dü-i-eh“ klingt. Satte Junge geben ein leises „rr-rr“ von sich. In den ersten Tagen fordert das Weibchen mit einem tiefen „uuh“ zum Sperren auf. Ausgeflogene Jungvögel lassen als Standortruf regelmäßig ein „diel-diel“ hören.
Der Gesang des Gimpels ist leise und wird unter Schwanzzucken vorgetragen. Er besteht aus pfeifenden Tönen, die von knarrenden und krächzenden Lauten unterbrochen werden. Bei den Unterarten P. p. europaea und P. p. coccinea wird er fließend vorgetragen, während bei P. p. pyrrhula die Töne durch Pausen unterbrochen werden. Zudem singt P. p. pyrrhula deutlich tiefer als die beiden Vorgenannten. Der Gesang ist bei der Reviermarkierung nicht von Bedeutung, da der Gimpel nur im Nestbereich territoriale Aggressionen zeigt. Das Singen wird bereits in frühester Jugend durch den Vorgesang des Männchens geprägt.
Von September bis Ende Februar singen die Weibchen ebenso laut und anhaltend wie die Männchen, stellen jedoch mit Beginn der Paarungszeit den Gesang ein.
Handaufgezogene Gimpel können Melodien imitieren, wenn man sie ihnen als Jungvögel beibringt. So gibt es ein Experiment, bei dem der Ornithologe Jürgen Nicolai einem jungen Gimpel das Lied Ein Jäger aus Kurpfalz vorpfeift (zu sehen im Film Fressen und gefressen werden) und der Vogel versucht, die Melodie nachzupfeifen.

## Verbreitung

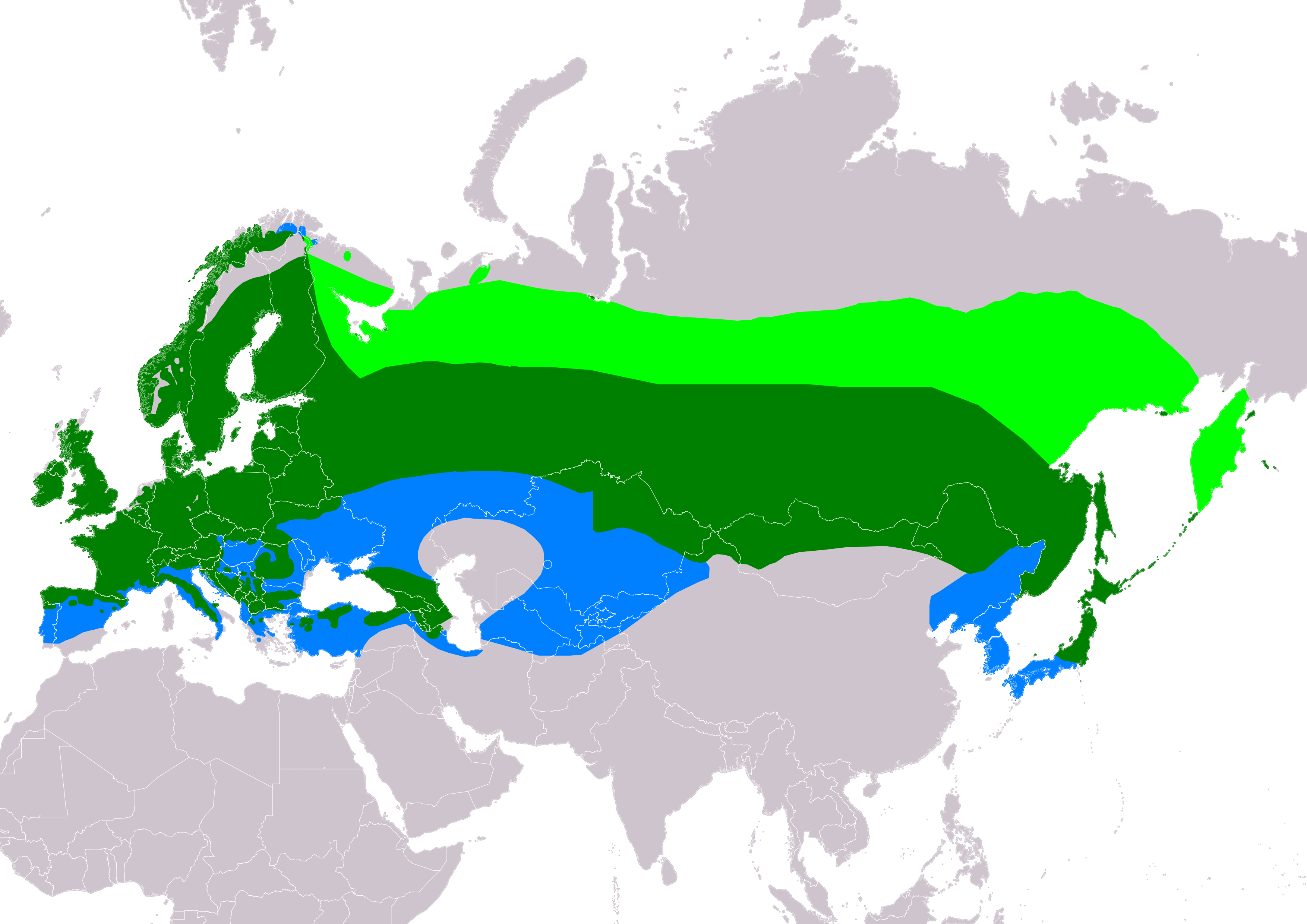
Verbreitung des Gimpels:
Brutgebiete
Ganzjähriges Vorkommen
Überwinterungsgebiete

Der Gimpel besiedelt Europa, Vorderasien, Ostasien einschließlich Kamtschatka und Japan sowie Sibirien. Die Südgrenze verläuft etwa auf der Höhe von Nordspanien, dem Apennin, Nordgriechenland und durch das nördliche Kleinasien. Der Gimpel besiedelt sowohl das Tiefland als auch Bergwälder, fehlt jedoch in baumarmen Gebieten sowie oberhalb der Waldzone (2000 m). Er ist ein Stand- und Strichvogel. Viele nördliche Populationen ziehen südwärts.

## Lebensraum
Der Gimpel lebt im Nadelwald, überwiegend in Fichten-Schonungen, aber auch in lichten Mischwäldern mit wenig Nadelbäumen oder Unterholz. Er ist auch an den Rändern von Lichtungen, an Kahlschlägen sowie an Wegen und Schneisen zu finden. Der Gimpel sucht auch häufig Parkanlagen und Gärten auf. Hier müssen jedoch unbedingt Nadelbäume, insbesondere Fichten, vorhanden sein. Selten ist er auf Friedhöfen oder Biotopen, die mit Birken und dichtem Gebüsch bewachsen sind, zu finden. Im Frühjahr sucht er oft Obstplantagen oder Streuobstwiesen auf.

## Ernährung

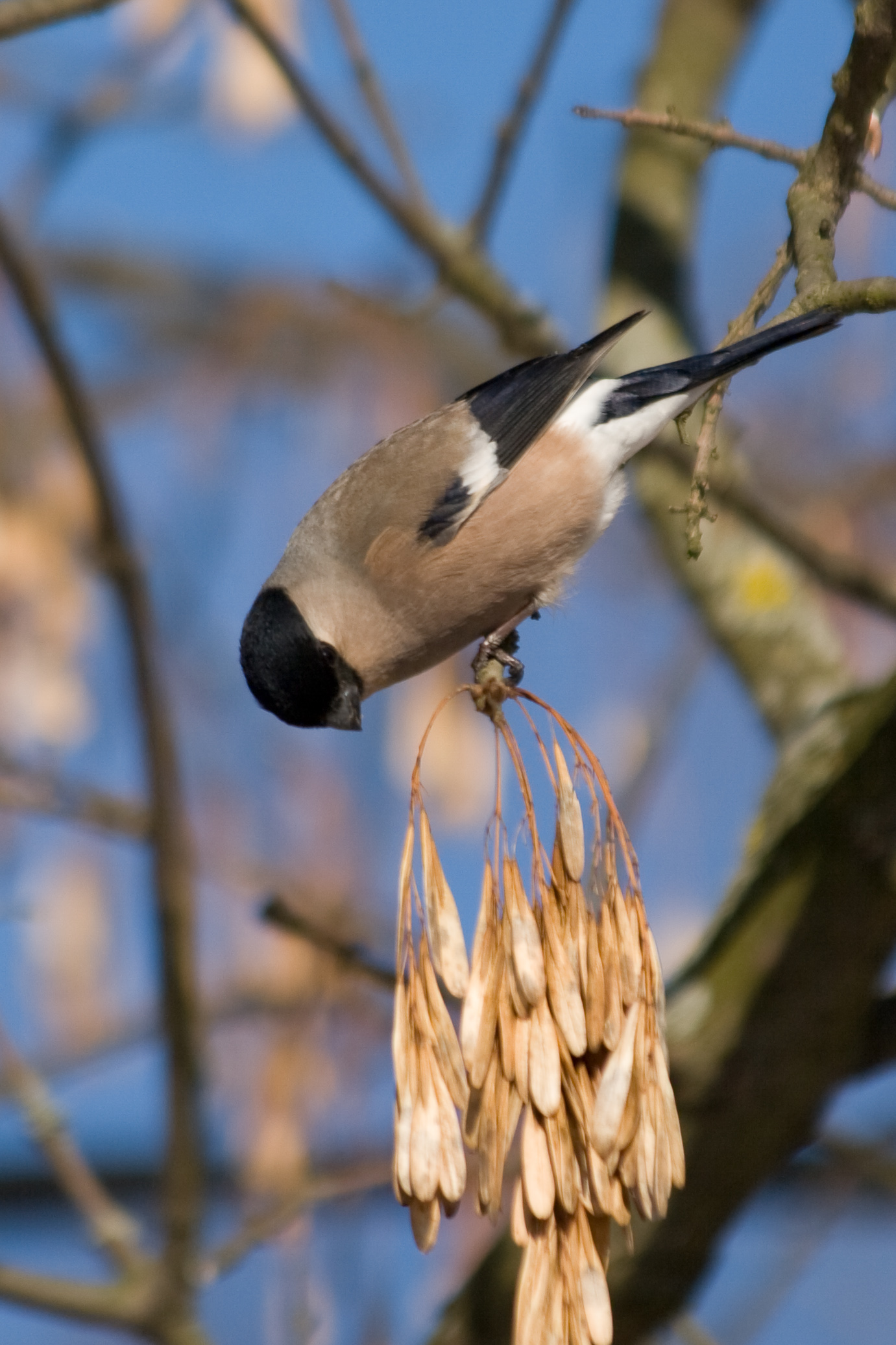
Gimpelweibchen bei der Nahrungssuche

Der Gimpel ernährt sich hauptsächlich sowohl von halbreifen und reifen Samen von Wildkräutern und Bäumen als auch von Knospen. Gelegentlich frisst er Beeren und Insekten. Es werden vor allem die Samen von Brennnesselgewächsen, Brombeeren sowie die der Birke und Fichte und ähnlicher Gewächse bevorzugt. Während des Sommers ernährt sich der Gimpel insbesondere gern von den Samen des Löwenzahns, der Vogelmiere und des Hirtentäschels. Er frisst auch häufig die Sämereien von Vergissmeinnicht, Gänsedistel, Ampfer und Knöterich. Die bevorzugten Knospen von Obstbäumen werden nur im Winter und Frühjahr gefressen.

## Fortpflanzung
Der Gimpel führt eine monogame Brutehe. Die Paarbildung beginnt vermutlich teilweise schon vor Einbruch des Winters, liegt häufig aber im Februar. Für einen lebenslangen Zusammenhalt fehlen noch die Beweise. Der Gimpel erreicht die Geschlechtsreife im ersten Lebensjahr. Die Brutzeit liegt zwischen April und August. Im Zuge des Klimawandels verschiebt sich die Brutzeit jedoch immer weiter bis in den September hinein.

### Paarbildung
Nach der Jugendmauser setzt beim Treffen zweier unbekannter Gimpel verschiedenen Geschlechts ein Ritual ein, das für die Paarbildung von Bedeutung ist. Dabei fliegt das Weibchen zunächst mit drohend aufgeplustertem Bauchgefieder und aufgerissenem Schnabel unter heiseren „Chuäh-Rufen“ auf das Männchen zu. Da das Männchen eine instinktive Hemmung hat, Weibchen anzugreifen, reagiert es normalerweise entweder durch rasches Wegfliegen oder Imponieren. Bleibt das Männchen jedoch ohne Imponierverhalten zu zeigen sitzen, wird es vom Weibchen unter „Chier-chier-Rufen“ angegriffen und verletzt. Ergreift es nicht rechtzeitig die Gelegenheit zur Flucht, kann es dabei schwer verletzt oder getötet werden.
Ist das Männchen am Weibchen interessiert, weicht es vorsichtig einige Schritte zurück. Von dort aus versucht es seinerseits mit aufgeblähtem Bauchgefieder und mit zum Weibchen hingedrehtem Schwanz den Abstand zu verkürzen, bis das Weibchen die Feindseligkeit einstellt. Nachdem es das Weibchen erreicht hat, berührt es dessen Schnabel, wendet sich schnell von ihm weg und hüpft zur Seite. Reagiert dieses mit derselben Geste, wird dieses Ritual mehrmals wiederholt. Zwischendurch fliegt einer der beiden kurz weg, kehrt jedoch rasch zurück, um mit dem Schnäbeln fortzufahren.
Sobald sich beide Vögel füreinander entschieden haben, kommt es zum Zärtlichkeitsfüttern. Hierbei bettelt das Weibchen das Männchen wie ein Jungvogel (Infantilismus) an, indem es sich duckt und mit zitternden Flügeln sperrt. Das Männchen richtet sich auf und füttert aus dem Kropf.

### Balz und Paarung
Sobald sich die Gonaden entwickelt haben, kann das Männchen die Balz einleiten, indem es dem Weibchen werbend einen Halm anbietet. Dazu weicht es mit dem Halm im Schnabel einige Schritte zurück und versucht mit aufgestelltem Bauchgefieder und mit zum Weibchen hingedrehtem Schwanz den Abstand zum Weibchen zu verkürzen. Nachdem es das Weibchen erreicht hat, gibt es ihm den Halm in den Schnabel, wendet sich schnell von ihm weg und hüpft zur Seite. Nimmt das Weibchen die Gabe an, beginnt es mit dem Männchen zu schnäbeln. Hat die Halmbalz zum Gleichklang geführt, fliegen beide Partner mit Nistmaterial umher.
Das Weibchen fordert das Männchen zur Paarung auf, indem es das Männchen mit leisen Zärtlichkeitslauten wie „die-die-die“ anlockt und sich mit zitternden Flügeln und pendelnden Körperbewegungen zur Kopulation niederduckt. Dabei kann einer der Partner oder können beide Nistmaterial im Schnabel haben. Paarungen können mehrmals hintereinander und meistens in den frühen Morgenstunden stattfinden, seltener über den Tag verteilt. Zu fortgeschrittener Jahreszeit wird teilweise auf alle einleitenden Handlungen verzichtet, meistens jedoch das Zärtlichkeitsfüttern nachgeholt.

### Nestbau und Brut

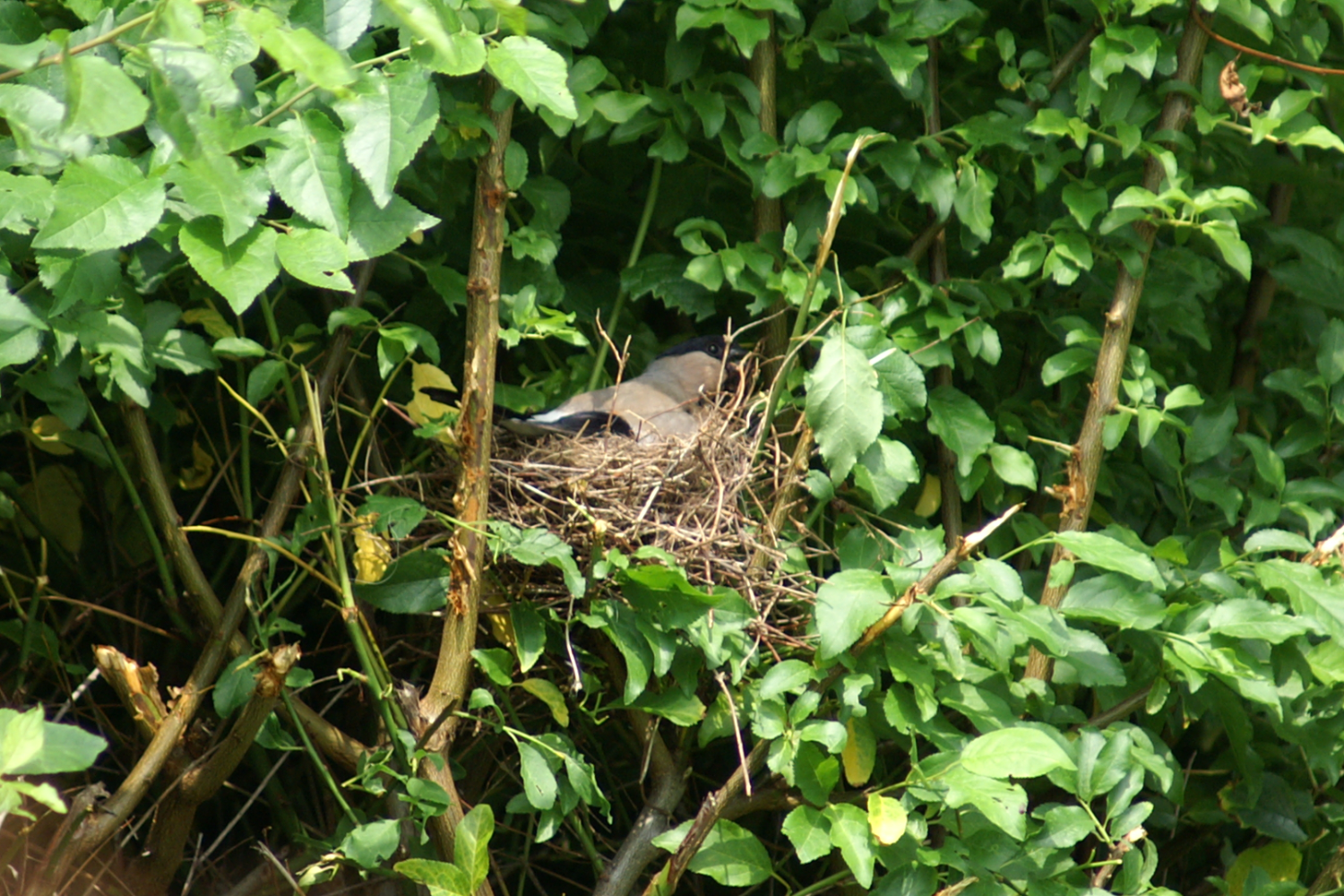
Brütendes Gimpelweibchen

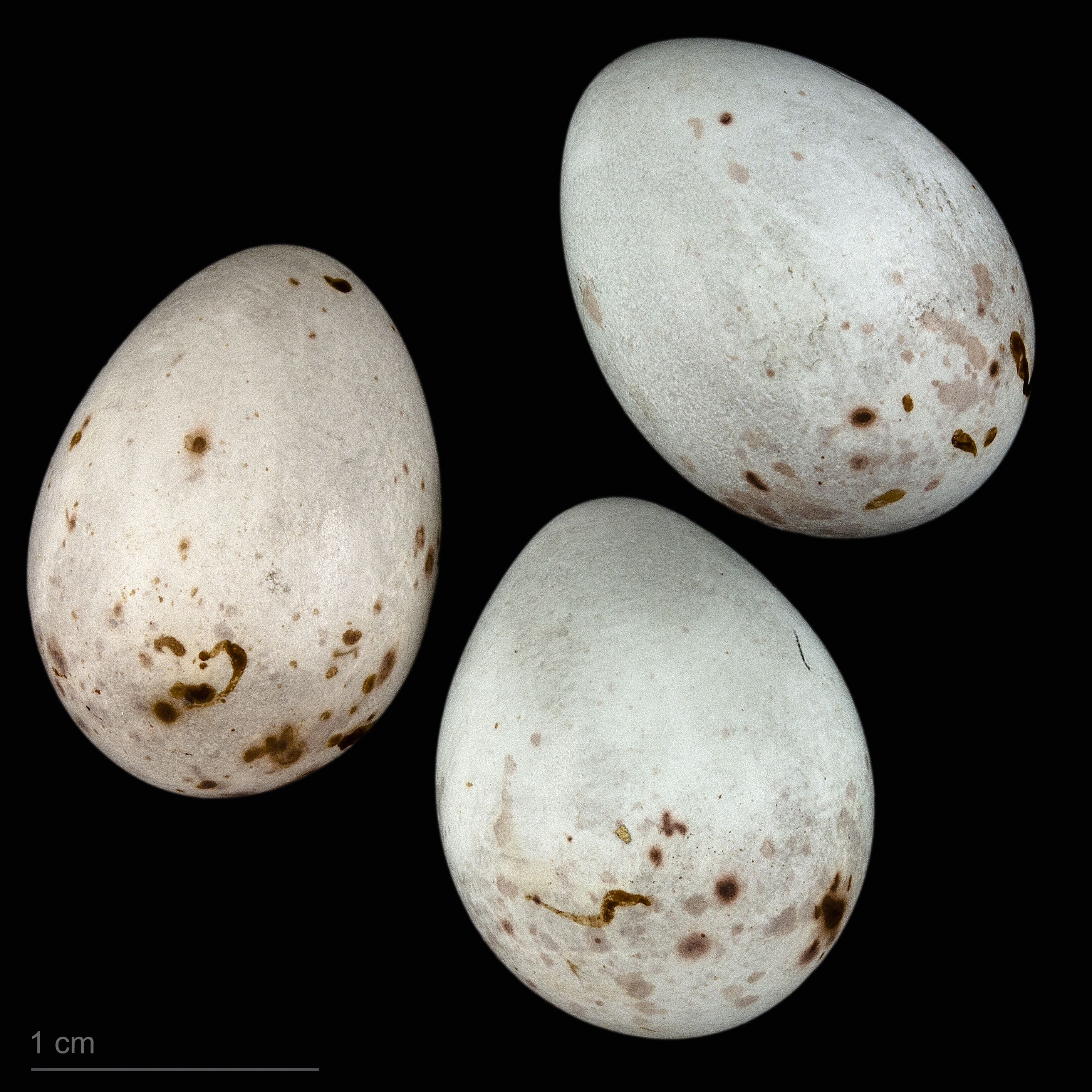
Pyrrhula pyrrhula pileata, Sammlung Museum von Toulouse

Das Paar fliegt gemeinsam auf Nistplatzsuche. Sieht das Männchen eine geeignete Stelle, setzt es sich dort nieder und gibt den leisen Nestlockruf „chruiehr“ von sich. Nimmt das Weibchen den Platz an, beginnt es mit dem Nestbau. Der Nistplatz befindet sich meistens in einer Höhe zwischen 120 und 180 Zentimeter in einer dichten Fichte. Er kann jedoch auch in anderen Nadelbäumen oder im dichten Gebüsch liegen. Während das Weibchen das Nest baut, wird es vom Männchen begleitet, das ab und zu einen Halm in den Schnabel nimmt und nach kurzer Zeit fallen lässt. Das ringförmige Nest wird zunächst aus feinen, trockenen Fichtenreisern gebaut. Dann werden dünne Zweige, Wurzeln, Krautstängel und Halme ergänzt. Selten wird Moos verwendet. Meistens ist das Nest nach fünf bis sechs Tagen fertiggestellt. Begattungen und Zärtlichkeitsfüttern werden regelmäßig fortgesetzt.

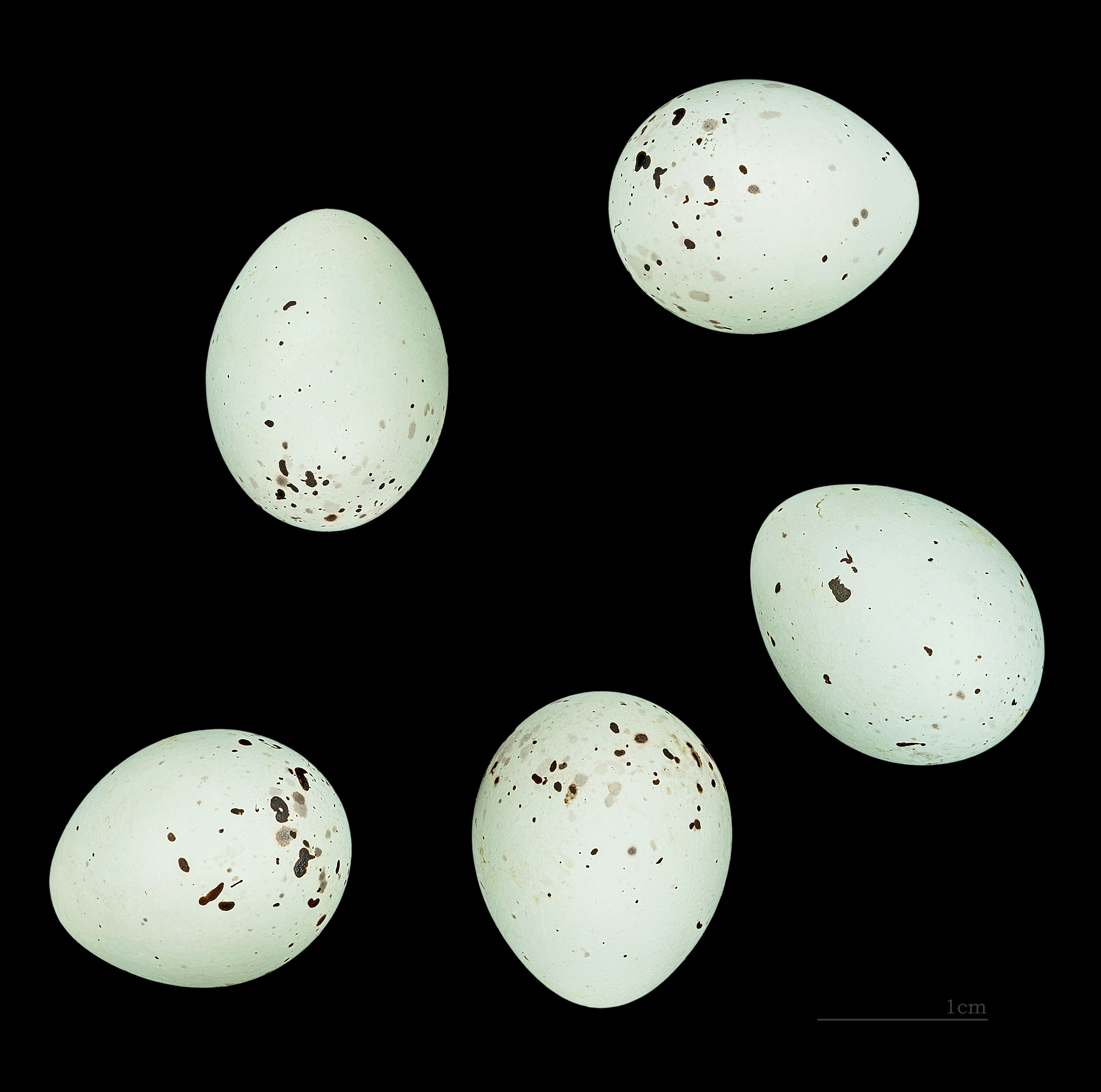
Gimpel-Eier

Die Eiablage findet täglich in den frühen Morgenstunden statt. Erst nachdem das letzte Ei gelegt worden ist, beginnt das Weibchen das Gelege allein zu bebrüten, so dass die Jungvögel nicht zeitversetzt schlüpfen. Während der Brutdauer von 13 bis 14 Tagen wird das Weibchen regelmäßig vom Männchen, in der Regel auf dem Nest, mit Futter versorgt. Ein Gelege besteht normalerweise aus vier bis sechs ovalen Eiern. Diese sind auf hellblauem bis blaugrünlichem, bisweilen trüb bläulichem Grund sparsam zum stumpfen Pol hin mit tief purpurbraunen bis fast schwarzen Flecken versehen.

### Entwicklung der Jungvögel
Die Jungvögel werden blind und nackt geboren. In den ersten sechs Tagen hudert und füttert das Weibchen sie aus dem Kropf mit dem, was es regelmäßig vom Männchen erhält. Die Nahrung setzt sich am Anfang aus Blattläusen, Ameisen und kleinen Gehäuseschnecken zusammen. Das Weibchen frisst zudem anfangs den Kot, nach einigen Tagen wird dieser von beiden Altvögeln auf einem entfernten Ast abgelegt. Am achten Tag öffnen die bräunlich gefärbten Jungen die Augen und recken sogleich bettelnd ihren Kopf in die Höhe, sperren die Schnäbel weit auf und geben zusätzlich typische Lautäußerungen von sich (Sperren). Die Altvögel fliegen nun gemeinsam auf Futtersuche und kehren gemeinsam zum Füttern zurück. Die Nahrung besteht inzwischen überwiegend aus Sämereien. Ab dem sechzehnten oder siebzehnten Tag können die Nestlinge bei Gefahr das Nest verlassen. Manchmal sind sie schon am zwölften Tag dazu imstande.
Nach dem Ausfliegen sitzen die Jungen im Geäst und lassen regelmäßig ihren Standortlaut hören, damit die Altvögel sie mit Futter versorgen. Ab dem 20. bis 24. Tag nehmen die Jungen eigenständig Nahrung auf, am 35. Tag sind sie selbständig. Gefahr droht ihnen von Katzen, Greifvögeln und Mardern.
Frei lebende Vögel werden maximal sechs bis acht Jahre alt. Die Lebenserwartung beträgt im Schnitt jedoch nur drei Jahre. In Gefangenschaft sind bis zu 17 Jahre möglich.

## Verhalten
Der Gimpel ist tagaktiv und nur wenig territorial. So verteidigt er zwar den Nestbereich, jedoch kein Revier. Während der Brutzeit verhält er sich sehr unauffällig, da er in Hecken oder im Dickicht Schutz sucht. Im Winter ist er jedoch leicht zu beobachten. Der Flug des Vogels ist relativ langsam und wellenförmig.
Zu allen Jahreszeiten mit Ausnahme der Mauser findet das Verhalten der Paarbildung und Balz statt. Während der Brutzeit halten sich Paare und Familien einzeln auf. Erst im Spätherbst bilden sich kleine Gruppen mit bis zu zehn Tieren und größere Schwärme, die sich in der Zeit von Ende Februar bis Anfang März wieder auflösen. Meistens entspricht der Anteil der Männchen dem der Weibchen. Einige Vögel verbringen den Winter jedoch paarweise. Dazu zählen vor allem alte Gimpel, die in der Regel lieber bei ihrem Partner bleiben.
Finden sich unter den Jungvögeln im Sommer zwei gleichgeschlechtliche Partner zusammen, können sie im Herbst und im Winter zusammenhalten, um sich im nächsten Frühjahr zu lösen.
Beim Fressen setzen sich die Ästlinge mit ihren Drohgebärden scheinbar gegen ihre Eltern durch. Doch die Eltern haben ihrem Nachwuchs gegenüber eine Beißhemmung.

## Systematik

### Externe Systematik
Aus dem Fund eines Knochens in der Vitina-Formation (Quartaccio-Steinbruch) bei Rom lässt sich Untersuchungen zufolge schließen, dass Vorfahren des Gimpels aus dem mittleren Pleistozän dort gelebt haben. Der weniger als 20 mm große Oberarmknochen zeichnet sich durch eine auf die Frontseite verschobene, breite Mittelschranke aus, die für andere Taxa der Finken (Fringillidae) nicht typisch ist.
Außerhalb der Gattung Pyrrhula stellen der Goldzeisig (Carduelis tristis) und der Purpurgimpel (Carpodacus purpureus) die nächsten Verwandten des Gimpels dar.
Durch eine vergleichende Untersuchung der Morphologie des Spermiums von Pyrrhula pyrrhula und Pyrrhula erythaca wurde festgestellt, dass beide mehr Unterschiede als andere eng verwandte Arten aufweisen.

### Interne Systematik

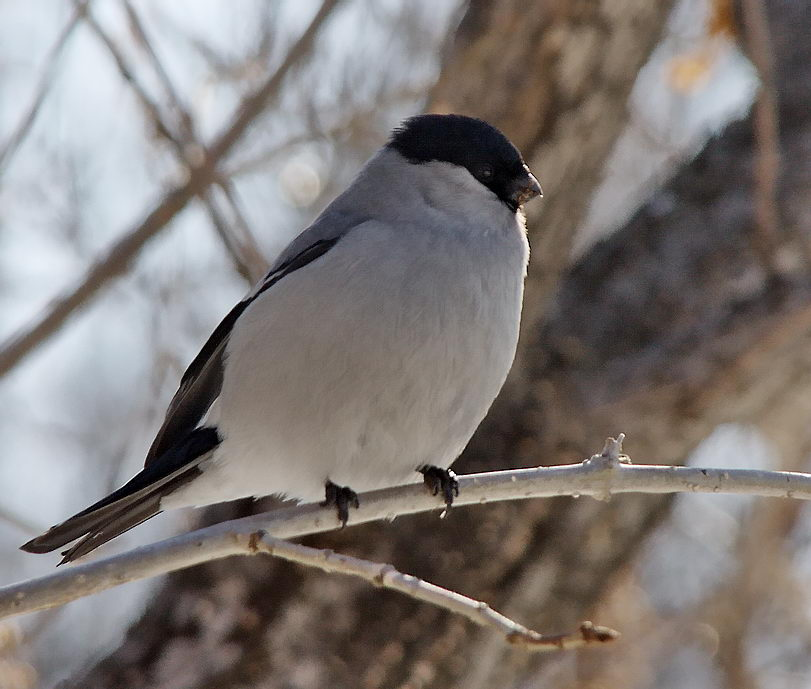
Graugimpel: eine zentralasiatische Unterart ohne den typischen Geschlechtsdimorphismus

Verschiedene Quellen nehmen eine unterschiedlich große Anzahl von Unterarten an. Nach ITIS gibt es drei Unterarten: Pyrrhula p. pyrrhula ist die Nominatform, dazu kommen der Cassingimpel (Pyrrhula p. cassinii) und der Azorengimpel (Pyrrhula p. murina) als Unterarten. Avibase, das auf der Clements-Checkliste beruht, gibt neun, die Liste der International Ornithological Union (IOU). zehn Unterarten an:
- Pyrrhula p. pyrrhula (Linnaeus, 1758) ist die Nominatform. Sie siedelt von Skandinavien bis Osteuropa sowie im nördlichen und mittleren Sibirien bis zum südlichen Ochotskischen Meer. Aufgrund seines typischen Rufs, der an eine Kindertröte oder Kazoo erinnert, wird er auch als Trompetergimpel bezeichnet.
- Pyrrhula p. europaea (Vieillot, 1816) lebt auf dem europäischen Festland. Er ist im Gebiet von Dänemark über Deutschland und die Benelux-Staaten bis Frankreich zu finden.
- Pyrrhula p. pileata (W. MacGillivray, 1837) besiedelt die Britischen Inseln.
- Pyrrhula p. iberiae (Voous, 1952) besiedelt den Norden der Iberischen Halbinsel, auch die Pyrenäen.
- Pyrrhula p. rossikowi (Derjugin, 1900) lebt im nördlichen Kleinasien, insbesondere im Kaukasus und in Transkaukasien.
- Der Graugimpel (Pyrrhula p. cineracea, Cabanis, 1872) lebt in Kasachstan, im südlichen Sibirien in dem Gebiet vom Altai bis Daurien sowie in den Gebirgen der Nordmongolei. Das Männchen ist ohne Rot und hat einen grauen Bauch.
- Der Japan-Gimpel oder Ussuri-Gimpel (Pyrrhula p. griseiventris, Lafresnaye, 1841) ist eine intermediäre Übergangsform von P. p. cassini und P. p. cineracea. Das Männchen trägt rote Kopfseiten und eine rote Binde unter dem Kinn, welche teilweise die Brust noch färbt, ansonsten ist die Unterseite zart blaugrau schimmernd. Er besiedelt Hokkaidō, Honshū, die Kurilen und das Amur-Ussuri-Gebiet.
- Pyrrhula p. caspica (Witherby, 1908) lebt in den Gebieten, die südlich und östlich an das Kaspische Meer grenzen.
- Der Cassin-Gimpel (Pyrrhula p. cassinii, S. F. Baird, 1869) besiedelt Kamtschatka, die nördlichen Kurilen und die Küstengebiete des nördlichen Ochotskischen Meers.
- Pyrrhula p. rosacea (Seebohm, 1882) besiedelt die Insel Sachalin.

Der Azorengimpel (Pyrrhula murina) (Godman, 1866) ist als eigene (monotypische) Art ausgegliedert. Das Männchen ist ohne Rot und hat einen grauen Bauch, sodass kein Geschlechtsdimorphismus erkennbar ist. Er besiedelt nur die Insel São Miguel auf den Azoren. Die Art wird als vom Aussterben bedroht („critically endangered“ – CE) eingestuft. Phylogenetischen Studien zufolge unterscheidet sich der Azoren-Gimpel in der mitochondrialen DNA grundlegend von den britischen und nordeuropäischen Exemplaren der Gimpel. Diese Unterschiede seien größer als unter den Arten der Gattung Loxia in Großbritannien, aber für eine vollständige Klärung dieses Sachverhalts muss die DNA der iberischen Vögel mit einbezogen werden.
Wolters geht von neun Unterarten und vier Arten aus:
Der Gimpel (Pyrrhula pyrrhula pyrrhula) ist die Nominatform, weiterhin P. p. europaea, P. p. pileata, P. p. rossikowi, P. p. iberiae, P. p. coccinea resp. germanica als intermediäre Übergangsform aus P. p. pyrrhula und P. p. europaea und P. p. caspica. Der Kurilen-Gimpel (P. p. kurilensis) hat einen dickeren Schnabel als P. p. griseiventris. Durch Untersuchungen des mitochondrialen Cytochrome b von 24 Arten der Stieglitzartigen wurde festgestellt, dass der Phänotyp der Unterarten Pyrrhula p. cinerea and P. p. griseiventris mit dem molekularen Unterartenstatus konkordant ist. Weitere Arten stellen der Graugimpel (Pyrrhula cineracea), der Japan- oder Ussuri-Gimpel (Pyrrhula griseiventris auch als Unterart P. p. griseiventris oder P. p. rosacea) und der Cassin-Gimpel (P. p. cassini) sowie Azoren-Gimpel (Pyrrhula murina) dar.

## Bestand und Bestandsentwicklung
Das weltweite Verbreitungsgebiet des Gimpels wird auf 18.000.000 km² geschätzt. Der große weltweite Bestand umfasst etwa 45.000.000 bis 150.000.000 Individuen. Daher wird die Art als nicht gefährdet (LC) eingestuft.
Die europäische Brutpopulation macht weniger als die Hälfte der weltweiten Verbreitung aus. Sie ist mit mehr als 7.300.000 Paaren sehr groß und war zwischen 1970 und 1990 stabil. Obwohl es zwischen 1990 und 2000 Rückgänge in manchen Ländern, insbesondere in Frankreich gab, war die Schlüsselpopulation in Russland stabil. Die Trends im überwiegenden Teil Europas waren stabil oder zunehmend. Da die Population im Ganzen stabil ist, wird der Gimpel konsequenterweise als sicher (Secure) eingestuft.

## Gimpel und Mensch

### Etymologie und Benennung

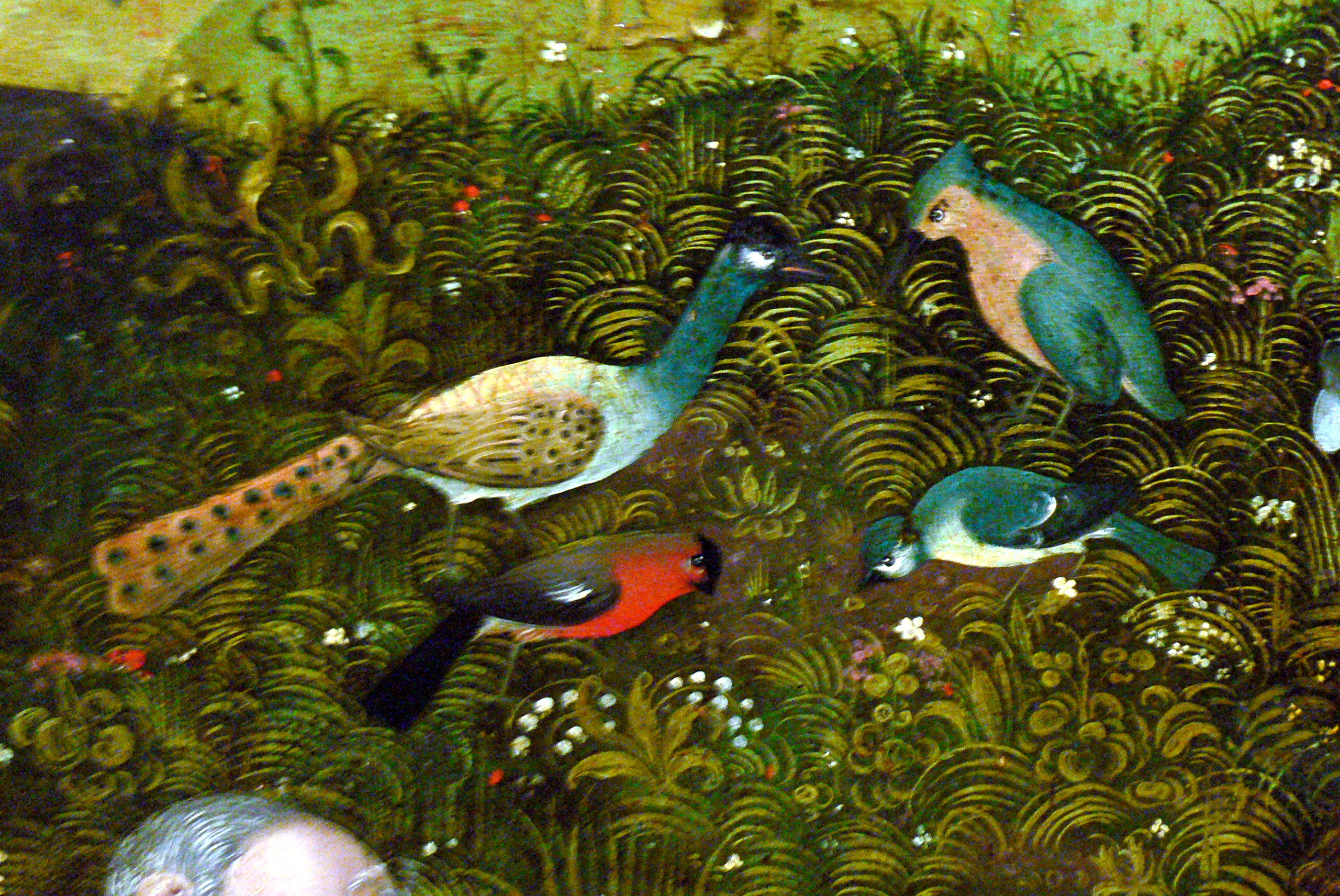
Vögel im Garten Getsemani. Detail aus dem Gemälde Christus am Ölberg, 16. Jahrhundert, Oberhausmuseum Passau.

Im Jahr 1758 bezeichnete Carl von Linné den Gimpel als Loxia pyrrhula. Der Name Gimpel leitet sich vom bairisch-österreichischen Wort gumpen (hüpfen) ab. Er wird metaphorisch oft auf einen Leichtgläubigen angewandt, da sich der Vogel früher durch Nachahmung des weichen Stimmfühlungsrufs oder durch einen schon erbeuteten Lockvogel leicht fangen ließ.
Die Bezeichnung Dompfaff resultiert daraus, dass die kompakte, behäbige Gestalt mit dem roten Gewand und der schwarzen Kappe von manchen Leuten mit einem Domherren assoziiert wurde. Weitere Namen lauten Blutfink, Rotgimpel, Rotfink, Rotvogel, Pollenbeißer (Knospenbeißer), Gücker und Goll. In Ostwestfalen wird der Blutfink Bleotfinken, im Bergischen Land Blautfink oder Blotfink und bei Erkelenz Blootvenk genannt. In Rheinberg lautet eine Redensart: „Dän ös schtols wi ene Gempel.“ (Hochdeutsch: „Der ist stolz wie ein Gimpel.“) In Großbritannien wird der Gimpel als Bullfinch (Bullenfink) bezeichnet, in den Niederlanden als Goudvink (Goldfink).
Von den 1920er- bis zu den 1960er-Jahren war er als Werbefigur für ein Bohnerwachs bekannt (Dompfaff-Edelwachs).

### Käfighaltung, Artenschutz und Verzehr
Im 19. Jahrhundert wurde der Gimpel gern in der Handwerksstube gehalten. Die Dominanz englischer Handelshäuser mit ausgedehnten Verbindungen sorgte dafür, dass sie noch vor deutschen Großhändlern die Handelspreise bestimmten. Diese Konkurrenz reduzierte die Gewinnspanne der auf Qualität bedachten Kleinhändler, die sich durch den Handel mit Dompfaffen im Laufe der Zeit einen bedeutenden Erwerbszweig aufgebaut hatten. Im Vogelsberg und in Thüringen wurde dem Gimpel beigebracht, abgerichtet Lieder zu pfeifen. Kleine Gimpel, insbesondere der Unterart P. p. coccinea, galten als besonders lernfähig. Die Vögel wurden vor dem Ausfliegen aus dem Nest geholt, um ihnen mehrmals am Tage das zu erlernende Lied stückchenweise vorzupfeifen. Wenn sie es beherrschten, wiederholte sich das Prozedere mit einem neuen Teilstück, bis das Lied komplett war. Begabte Gimpel konnten bis zu drei Lieder beherrschen. Zudem lernten junge Gimpel durch den Vorgesang anderer Singvögel, insbesondere des Kanarienvogels. Die gezüchteten Vögel wurden von Deutschland bis in die USA exportiert.
Bis heute wird der Gimpel als Käfigvogel gehalten. Bei Interesse geben Züchter Tiere ab. Gimpel können bei artgerechter Fütterung sowohl im Käfig als auch in der bepflanzten Voliere gehalten werden. Das Futter sollte abwechslungsreich sein und sich vor allem aus halbreifen und reifen Sämereien von Wildkräutern zusammensetzen.
In Deutschland sind Entnahmen aus der Natur seit 1. Juli 1888 als Ei oder durch das Ausheben von Jungvögeln aus Nestern verboten und Wildfänge sowie der Handel mit so erlangten Tieren weitgehend untersagt. In Umsetzung der EU-Vogelschutzrichtlinie von 1979, die dies für das gesamte europäische Gebiet der EU zum Ziel hatte, gelten wie für alle Exemplare wildlebender heimischer Vogelarten weitreichende Zugriffs- und (unter bestimmten Ausnahmen) Vermarktungs- und Besitzverbote.
In Deutschland wurden Gimpel bis ins 19. Jahrhundert hinein verzehrt. In Italien ist dies teilweise bis heute der Fall, obwohl auch dort grundsätzlich die EU-Vogelschutzrichtlinie gilt.

### Der Gimpel in der Kunst
- Der Gimpel ist häufig als schmückendes Hintergrundmotiv auf alten Darstellungen des Garten Eden zu finden. So sind Gimpel beispielsweise in dem Gemälde „Paradiesdarstellung mit Sündenfall“ (1615) von Jan Brueghel dem Älteren und Peter Paul Rubens dargestellt. Ersterer bildete die Art auch im Gemälde „Paradiesische Landschaft mit der Arche Noah“ (1596) ab, auf der die Versammlung der Tiere vor der Arche Noah dargestellt ist.
- In Otfried Preußlers Kinderbuch Der Räuber Hotzenplotz wird dieser vom bösen Zauberer Petrosilius Zwackelmann aus Wut in einen Gimpel verwandelt und in einen Käfig gesteckt.
- Im Zigeunerbaron von Johann Strauss heißt es im Duett „Wer uns getraut“ mit Saffi und Barinkay: „Der Dompfaff, der hat uns getraut!“.
- Die Hauptfigur des Films Der eiskalte Engel, Jef Costello, hält einen weiblichen Dompfaff in einem Käfig, mit dem er sich seine ansonsten äußerst spärlich eingerichtete Wohnung teilt. Der Vogel wird in Betrachtungen zum Film als Gegenstück zur routinierten, weitestgehend emotionslosen Welt des Protagonisten interpretiert.[26]